# Double Trafic

Double Trafic est un thriller canadien, sorti en 1992 et réalisé par Alain Zaloum. Il met en vedette Gary Busey et John Rhys Davies

## Synopsis
Ozzy Decker est marchand d'art et voleur. Il vole des tableaux pour ses clients. Frank commence à contrecœur à travailler avec Ozzie parce que le frère de Frank doit beaucoup d'argent à la mafia. Lors de son premier braquage d'œuvres d'art, Frank travaille directement avec Nick, son acolyte de longue date. À la suite du vol d'un tableau de Paul Klee, celui-ci est endommagé.
Mécontent, Ozzie place les deux voleurs sur une autre cible : un tableau de Cézanne. Pour s'assurer de l'obéissance de son nouveau collègue, Ozzie kidnappe la petite amie de Frank.

## Fiche technique
- Titre français : Double Trafic ou Connexion meurtrière
- Titre original : Canvas
- Réalisation : Alain Zaloum
- Scénario : Alain Zaloum, Brenda Newman
- Montage : Stephen Reizes
- Musique : Michael Hewer
- Production : Robert Baylis, Alain Zaloum, Jean Zaloum
- Pays d'origine : Canada
- Format : Couleurs - 35 mm - 1,85:1 - Mono
- Genre : thriller
- Durée : 94 minutes
- Date de sortie : 16 Septembre 1992 (États-Unis)

## Distribution
- Gary Busey : Ozzy Decker
- John Rhys-Davies : Nick Stalos
- Vittorio Rossi : Franck Dante
- Nick Cavaiola : Tony Dante
- Cary Lawrence : Nathalie
- Michael McGill : Chris Williams
- Jonathan Palis : Alfie
- Mark Camacho : Mario
- Alexandra Innes : Anna Maxwell
- Aron Tager : Jimmy
- Mark Bromilow : Brian
- Tyrone Benskin : Detective Austin
- Ming Lai Chung : Docteur Chin
- Leni Parker : Simone

## Tournage
Le film fut tourné en 3 semaines, à Montréal et Québec ;